# Federació Internacional d'Escacs
La Federació Internacional d'Escacs (en francès: Fédération Internationale des Échecs,), sovint anomenada amb l'acrònim FIDE, és una organització internacional amb la seu a Suïssa, que treballa per connectar les diverses federacions nacionals d'escacs i promou activitats per a desenvolupar i difondre els escacs arreu del món. Fou fundada a París el 20 de juliol de 1924.
És l'encarregada del reglament dels escacs i de l'organització dels campionats mundials i continentals, tant individuals com per equips, i de les Olimpíades d'escacs. Atorga diversos títols en l'àmbit escaquístic, principalment els de Gran Mestre Internacional, Mestre Internacional, Mestre de la FIDE, i els equivalents femenins, així com el d'Àrbitre internacional. El febrer de 2022 tenia 200 federacions membres.

## Rol
L'activitat més visible de la FIDE és organitzar el Campionat del món d'escacs des de 1948. La FIDE també organitza campionats del món femenins, júniors, sèniors i de discapacitat. Un altre esdeveniment emblemàtic és l'Olimpíada d'escacs, un torneig biennal d'escacs organitzat des de 1924, en el qual competeixen seleccions nacionals. En anys alterns, la FIDE també organitza el Campionat del món d'escacs per equips, en el qual competeixen els millors equips de l'anterior Olimpíada.
Com a part del cicle del Campionat del Món d'escacs, la FIDE també organitza el Torneig de Candidats, que determina qui desafiarà el campió del món vigent, i els tornejos de classificació per als candidats, com la Copa del Món d'escacs, el Grand Prix de la FIDE i el Gran Torneig Suís de la FIDE de 2019.
La FIDE està reconeguda pel Comitè Olímpic Internacional (COI) com l'òrgan suprem responsable de l'organització dels escacs i els seus campionats a nivell mundial i continental. Altres tornejos no són supervisats directament per la FIDE, però generalment compleixen les regles i els reglaments de la FIDE. Algunes organitzacions nacionals d'escacs com la Federació d'Escacs dels Estats Units utilitzen diferències menors a les regles de la FIDE.
La FIDE defineix el reglament dels escacs, tant per a jocs individuals (és a dir, el tauler i els moviments) com per a la realització de competicions internacionals. Les regles de competició internacional són la base de les competicions locals, tot i que els ens locals poden modificar aquestes regles fins a cert punt. La FIDE atorga una sèrie de títols organitzatius, inclòs el d'àrbitre internacional, que significa que el destinatari és competent i de confiança per supervisar competicions de primer nivell.
La FIDE calcula la puntuació Elo dels jugadors i atorga títols per assoliments en jocs competitius, com ara el títol de Gran mestre. També atorga títols a compositors i solucionadors de problemes d'escacs i estudis.
La FIDE finança i gestiona programes de divulgació, com ara el programa Chess for Freedom i premis com, des del 2020, el premi Svetozar Gligoric al joc net.
Els escacs per correspondència (escacs jugats per correu postal, correu electrònic o en servidors en línia) estan regulats per la Federació Internacional d'Escacs per Correspondència, un organisme independent que coopera amb la FIDE quan s'escau.
El pressupost de la FIDE per al 2022 va ser de 12,84 milions d'euros, un augment respecte al pressupost de 2021 que va ser de 4 milions. Els ingressos provenen principalment dels drets de tornejos com ara l'Olimpíada i el Campionat del Món, de diverses tarifes i comissions, i de patrocinis i donacions d'empreses.

## Història

### Antecedents, creació i primers anys
L'abril de 1914, es va prendre una iniciativa a Sant Petersburg, Rússia, per formar una federació internacional d'escacs. Un altre intent es va fer el juliol de 1914 durant el Torneig Internacional d'escacs de Mannheim, però els esforços posteriors van acabar temporalment com a resultat de l'esclat de la Primera Guerra Mundial. El 1920, es va fer un altre intent d'organitzar una federació internacional al Torneig de Goteborg.
Els jugadors van fer el primer intent d'elaborar regles per als partits del campionat mundial: l'any 1922, el campió del món José Raúl Capablanca va proposar les "regles de Londres": el primer jugador que guanyés sis partides automàticament guanyaria l'enfrontament; les sessions de joc estarien limitades a cinc hores; el límit de temps seria de 40 moviments en 2,5 hores cadascun; el campió estaria obligat a defensar el seu títol en el termini d'un any després de rebre un repte d'un mestre reconegut; el campió decidiria la data del partit; el campió no estava obligat a acceptar un repte per una bossa de menys de 10.000 dòlars; el 20% de la bossa s'havia de pagar al titular del títol, la resta es dividia, el 60% al guanyador del partit i el 40% al perdedor; s'havia d'acceptar l'oferta monetària més alta. Alekhine, Bogoljubov, Maróczy, Réti, Rubinstein, Tartakower i Vidmar les van signar ràpidament. L'únic enfrontament jugat sota aquestes regles va ser Capablanca contra Alekhine el 1927.
El 1922, el mestre rus Eugene Znosko-Borovsky, mentre participava en un torneig internacional a Londres, va anunciar que se celebraria un torneig durant els 8ens Jocs Olímpics esportius a París el 1924 i que seria acollit per la Federació Francesa d'Escacs. El 20 de juliol de 1924 a París, els participants al torneig de París van fundar la FIDE com una espècie de sindicat de jugadors. En els seus primers anys, la FIDE tenia poc poder i estava mal finançada i servia com a enllaç de comunicació entre les diferents federacions nacionals.
Els congressos de la FIDE de 1925 i 1926 van expressar el desig d'implicar-se en la gestió del campionat mundial. La FIDE estava molt satisfeta amb les "Regles de Londres", però va afirmar que el requisit d'una bossa de 10.000 dòlars era impracticable i va demanar a Capablanca que arribés a un acord amb els principals mestres per revisar les Regles.
El tercer congrés de la FIDE, a Budapest el 1926, també va decidir organitzar una Olimpíada d'escacs. Les invitacions, però, es van enviar tard, amb el resultat que només hi van participar quatre països, i la competició es va anomenar la Petita Olimpíada. El guanyador va ser Hongria, seguida de Iugoslàvia, Romania i Alemanya. L'any 1927, la FIDE va començar a organitzar la Primera Olimpíada d'Escacs durant el seu 4t Congrés a Londres. El títol oficial del torneig va ser el "Torneig de les Nacions", o "Campionat del món per equips", però "Olimpíada d'escacs" es va convertir en un títol més popular. L'esdeveniment va ser guanyat per Hongria, amb 16 equips competint.
El 1928 la FIDE va reconèixer a Bogoljubow com a "Campió de la FIDE" després de guanyar un enfrontament contra Max Euwe.
Alekhine, el vigent campió del món, va assistir a part del Congrés de 1928 i va acceptar establir futurs enfrontaments pel títol mundial sota els auspicis de la FIDE, tot i que qualsevol enfrontament amb Capablanca hauria de ser en les mateixes condicions que a Buenos Aires, 1927, és a dir, amb el requisit d'una bossa d'almenys 10.000 dòlars. La FIDE va acceptar-ho i va decidir formar una comissió per modificar les Regles de Londres per a futurs enfrontaments, encara que aquesta comissió mai es va reunir; en el moment del Congrés de 1929, s'havia celebrat un enfrontament de campionat mundial entre Alekhine i Bogoljubow, que no es va celebrar ni sota els auspicis de la FIDE ni d'acord amb les Regles de Londres.
Mentre negociava el seu torneig al Campionat del Món de 1937 amb Alekhine, Euwe va proposar que si conservava el títol, la FIDE hauria de gestionar la nominació dels futurs desafiadors i la realització de les partides del campionat. La FIDE havia estat intentant des de 1935 d'introduir regles sobre com seleccionar els rivals, i les seves diverses propostes van afavorir la selecció per part d'algun tipus de comitè. Mentre debatien els procediments l'any 1937 i Alekhine i Euwe es preparaven per al seu torneig més tard aquell any, la Federació Neerlandesa d'Escacs va proposar que es celebrés un súper torneig (AVRO) d'excampions i estrelles en ascens per seleccionar el següent desafiador. La FIDE va rebutjar aquesta proposta i en el seu segon intent va nomenar Salo Flohr com a desafiador oficial. Llavors Euwe va declarar que si conservava el seu títol contra Alekhine, estava disposat a enfrontar-se a Flohr el 1940, però es reservava el dret d'organitzar un enfrontament pel títol el 1938 o el 1939 amb José Raúl Capablanca, que havia perdut el títol davant Alekhine el 1927; si Euwe perdia el seu títol davant Capablanca, llavors la decisió de la FIDE s'hauria de seguir i Capablanca hauria de jugar a Flohr el 1940. La majoria dels escriptors i jugadors d'escacs van donar suport fermament a la proposta del supertorneig holandès i es van oposar als processos del comitè afavorits per la FIDE. Mentre aquesta confusió no es va resoldre: Euwe va perdre el seu títol davant Alekhine; el torneig AVRO de 1938 va ser guanyat per Paul Keres sota una regla de desempat, amb Reuben Fine en segon lloc i Capablanca i Flohr en els llocs més baixos; i l'esclat de la Segona Guerra Mundial el 1939 va tallar la polèmica. Encara que els escacs competitius van continuar a molts països, inclosos alguns que estaven sota ocupació nazi, no hi va haver competició internacional i la FIDE va estar inactiva durant la guerra.
La FIDE en els primers anys no va tenir gaire influència. Principalment perquè la Unió Soviètica, que barreja escacs i política, es nega a unir-s'hi. Això, no obstant, va canviar amb la mort del campió mundial vigent Alexandre Alekhine el 1946.

### Organització del campionat del món de 1948 a 1990

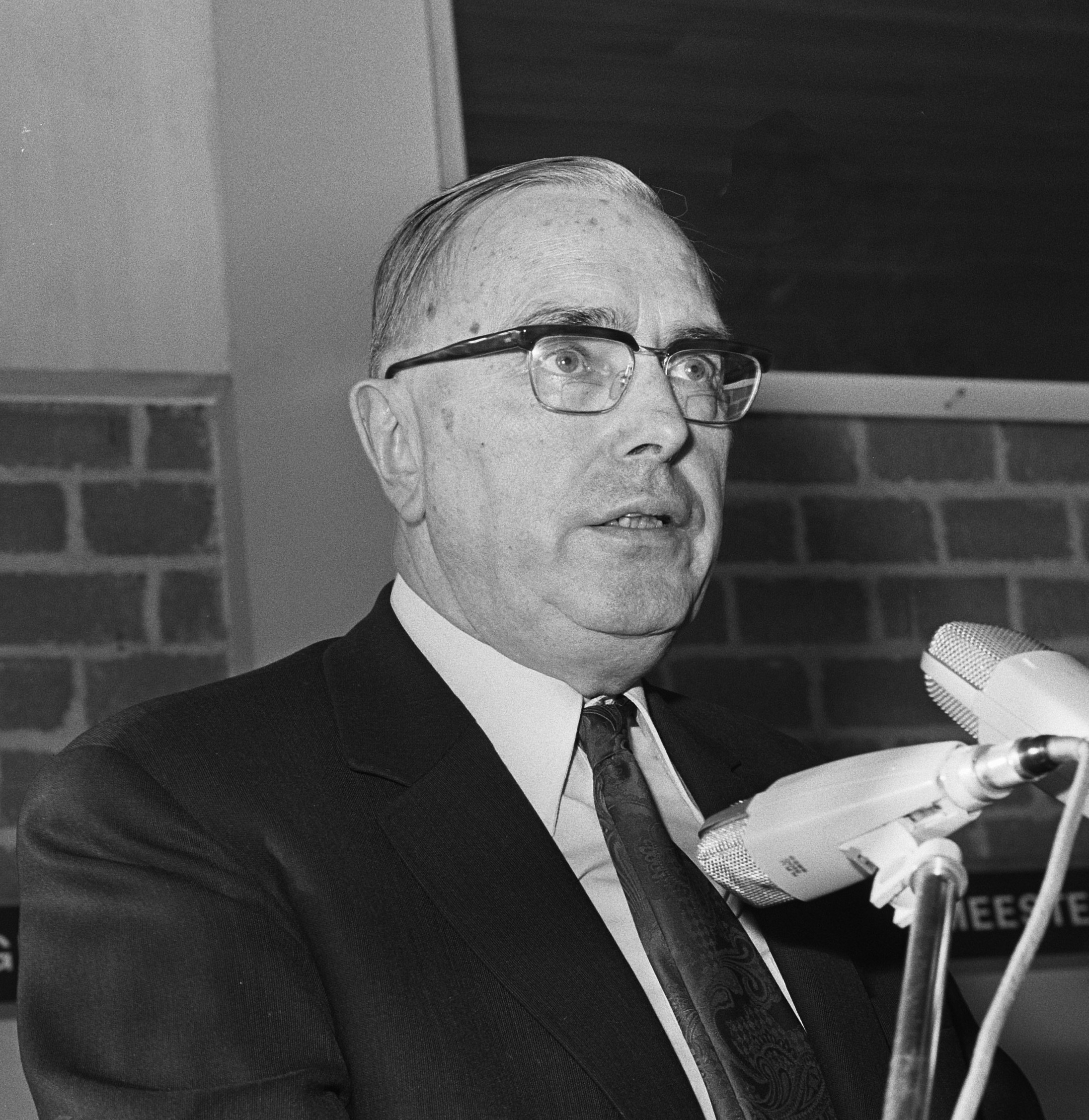
El neerlandès Max Euwe, president de la FIDE de 1970 a 1978 (aquí el 1973).

El 1948, la FIDE va organitzar un torneig per compensar la desaparició del campió del món Alexandre Alekhine. La Unió Soviètica es va unir llavors a la federació. Des d'aquest torneig de 1948 fins a 1992, la FIDE va ser l'únic organitzador dels campionats del món.
No seria sense enfrontaments: a falta d'acords, el campió del món, l'americà Bobby Fischer va perdre el seu títol sense jugar el 1975, el títol va ser per al gran mestre soviètic Anatoli Karpov.
El febrer de 1985, el president de la FIDE (des de 1978), Florencio Campomanes, va interrompre per la seva pròpia autoritat (a causa dels estatuts de la FIDE) la partida del campionat del món 1984-1985 enfrontant Anatoli Karpov a Garry Kasparov, declarant que la partida s'havia «acabat sense decisió». Aquesta aturada va provocar polèmica perquè alguns observadors donaven per suposat que Campomanes volia protegir Karpov, que tenia dificultats per afrontar l'augment del marcador del seu rival Kasparov en la partida. De setembre a novembre de 1985, es va organitzar una nova partida, encara a Moscou, amb la victòria de Kasparov.

### Des de 1993
El 1993, el campió del món Garry Kasparov i l'aspirant Nigel Short van deixar la FIDE i van crear la Professional Chess Association (PCA). En aquesta data hi ha dos campionats del món: el campionat del món de la FIDE (l'última edició del qual l'octubre de 2005 va veure la victòria de Vesselín Topàlov), i el campionat del món "clàssic" (PCA), el campió del món del qual és Vladimir Kramnik, que va destronar Garry Kasparov l'any 2000.
Posteriorment, l'Acord de Praga va ser dissenyat pel gran mestre nord-americà Yasser Seirawan, amb l'objectiu de reunificar els dos campionats mundials, però aquest acord va fracassar. No va ser fins al 2006 que finalment es va produir la partida de reunificació. Veu la victòria de Kramnik sobre Topalov.

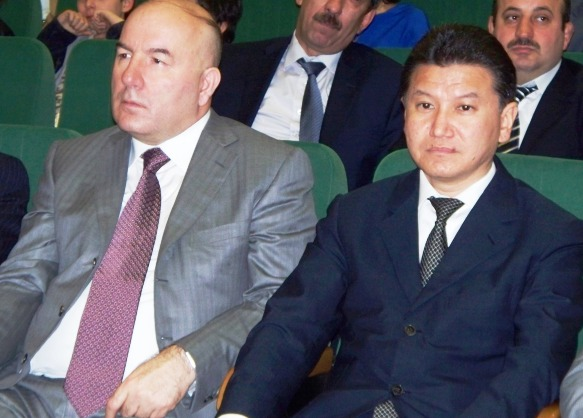
A l'esquerra, el president de la Federació d'Escacs de l'Azerbaidjan Elman Rustamov i, a la dreta, el president de la Federació Internacional d'Escacs (del 1995 al 2018), Kirsan Iliumjínov.

Des del 66è congrés de la FIDE, celebrat a Noisy-le-Grand (França) el novembre de 1995, el president de la FIDE va ser Kirsan Iliumjínov (fins al 2018), aquest últim també governant Kalmukia, una petita república russa. Tot i que va ser impugnat, Ilioumjinov va ser no obstant això àmpliament reelegit el 2006 per 96 vots a 54 contra Bessel Kok, i reelegit de nou el 2010 per 95 vots a 55 contra Anatoli Karpov.
El sistema electoral establert als anys 80, consistent a concedir un vot a cada federació nacional, independentment del nombre de membres que reclami, fa preponderant el vot de les «petites federacions».

### Reconeixement pel COI (1999)
La FIDE va declarar el seu desig que els escacs esdevinguin una disciplina olímpica. El 1999, va ser reconegut pel Comitè Olímpic Internacional (COI). Dos anys més tard, va aplicar la normativa antidopatge del COI als escacs.
L'any 2003 es va crear una organització paral·lela de la FIDE, l'Associació de Professionals d'Escacs (ACP), fundada pel GM francès Joël Lautier, i que té com a objectiu defensar millor els interessos dels jugadors professionals, en particular davant el poder de la FIDE.
El 10 d'abril de 2017, Kirsan Iliumjínov va renunciar a la presidència de la FIDE i va ser substituït parcialment per Georgios Makropoulos.

## Presidents de la FIDE[29]
- 1924–1939  Alexander Rueb
- 1939-1946  Augusto de Muro
- 1949–1970  Folke Rogard
- 1970–1978  Max Euwe
- 1978–1982  Friðrik Ólafsson
- 1982–1995  Florencio Campomanes
- 1995–2018  Kirsan Iliumjínov
- 2018–avui  Arkadi Dvorkóvitx